# Wręcza
Wręcza (prononciation : [ˈvrɛnt͡ʂa]) est un village polonais de la gmina de Mszczonów dans le powiat de Żyrardów de la voïvodie de Mazovie dans le centre-est de la Pologne.
Il se situe à environ 6 kilomètres au nord-ouest de Mszczonów (siège de la gmina), 6 kilomètres au sud de Żyrardów (siège de la Powiat) et à 44 kilomètres au sud-ouest de Varsovie (capitale de la Pologne).

## Histoire
De 1975 à 1998, le village appartenait administrativement à la voïvodie de Skierniewice.